# Луїза Карвер
Луїзи Шпінглер Мюррей, відома як Луїза Карвер (англ. Louise Carver; 9 червня 1869 — 18 червня 1956) — американська акторка опери, театру та кіно.

## Біографія
Луїза Карвер народилась в Давенпорті, штат Айова, в родині містера та місис Фріц Штігер. Карвер вперше зіграла на сцені у підлітковому віці в оперному театрі у Чикаго у 1892 році. В 1908 році дебютувала на екрані у фільмі "Макбет". Вона стала відомою на національному рівні як комікеса у німих фільмах Мака Сеннета. Останній раз у кіно Карвер зіграла в 1941 році у фільмах "Кохання з першого переляку", "Вузькі черевики" та "Ще трохи Самоа".
Луїза Шпінглер Мюррей померла у своєму будинку в Лос-Анджелесі, штат Каліфорнія у 1956 році. Її похорони пройшли у Голлівудській каплиці. Кремована та похована у каплиці Крематорія Пайнс.

## Часткова фільмографія
- Макбет (1908)
- Ромео і Джульєтта (1908)
- Будівля суду Крукс (1915, короткометражка)
- Десь у Туреччині (1918)
- Головна вулиця (1923)
- Скарамуш (1923)
- Прикордонна порода (1924)
- Котяче мяу (1924)
- Летюча удача (1927)
- Мисливець за приданим (1927)
- Офісний скандал (1929)
- Вовки міста (1929)
- Сьогодні ввечері о дванадцятій (1929)
- Людина з Бланклі (1930)
- Повернення (1930)
- Завжди до побачення (1931)
- Розшукуються гості (1932, короткометражка)
- Вершники пустелі (1932)
- Алілуя, я ледар (1933)
- Хаос у суді (1936)
- Запаморочливі лікарі (1937)
- Ще трохи Самоа (1941)